# Lac de Chésery
Ne doit pas être confondu avec Lacs des Chéserys.
Le lac de Chésery est un lac de Suisse.

## Toponymie
Selon Pierre Bossus, le toponyme « Chésery » vient du terme « casaria » signifiant « lieu où se trouvent des abris de bergers ».

## Localisation
Il se trouve dans le canton du Valais en Suisse, sur la commune de Monthey, dans le Chablais valaisan.
C'est un petit lac de montagne situé à 1 891 mètres d'altitude, à proximité du col homonyme sur la frontière franco-suisse, dans le bassin hydrologique du Rhône.
Il est dominé à l'ouest par la Pointe de Chésery. On peut l'atteindre depuis la Tovassière (1 689 m), un alpage qui est accessible depuis Morgins via un chemin carrossable.